# Temple Chevallier
Pour les articles homonymes, voir Chevallier.
 (janvier 2018).
Si vous disposez d'ouvrages ou d'articles de référence ou si vous connaissez des sites web de qualité traitant du thème abordé ici, merci de compléter l'article en donnant les références utiles à sa vérifiabilité et en les liant à la section « Notes et références ».
Temple Chevallier, né le 19 octobre 1794 à Badingham dans le Suffolk et mort le 4 novembre 1873 à Hersent Weald, est un homme d'Église, un astronome et un mathématicien britannique. Entre 1847 et 1849, il fait des observations importantes concernant les taches solaires.
Chevallier est considéré comme « un remarquable polymathe victorien ». Il n'a pas seulement étudié l'astronomie et la physique, il a aussi publié une traduction des Pères apostoliques et traduit les travaux de Clément d'Alexandrie, Polycarpe de Smyrne et Ignace d'Antioche.

## Biographie
Éduqué au Pembroke College de Cambridge, il est ordonné prêtre en 1818. Il devient ensuite conférencier vers 1825. 
Ses conférences sont publiées sous le titre Des preuves du pouvoir divin et de l'étude d'astronomie dérivait le bon sens en 1835.
Cette même année, l'université de Durham nouvellement créée propose à Chevallier un poste de professeur d'astronomie. Un poste de mathématiques et d'astronomie a existé à l'université de Durham entre 1841 et 1871. Il exerce aussi les fonctions de professeur d'hébreu de 1835 à 1871, d'Officier d'état civil (1835-1865) et de 1834 à 1835, il fait des conférences en théologie.
Il contribue à l'établissement de l'observatoire universitaire de Durham (en 1839), en exerçant les fonctions de Directeur pendant trente ans et il fait des observations importantes des lunes de Jupiter et des observations météorologiques régulières. De 1835 jusqu'à sa mort, il exerce aussi les fonctions de pasteur de paroisse à Esh, juste à côté de Durham, où il fonde l'école du village et restaure l'église.
Il démissionne en 1871 de ses postes à la suite d'un accident vasculaire cérébral et meurt deux ans plus tard.